# Autobahn

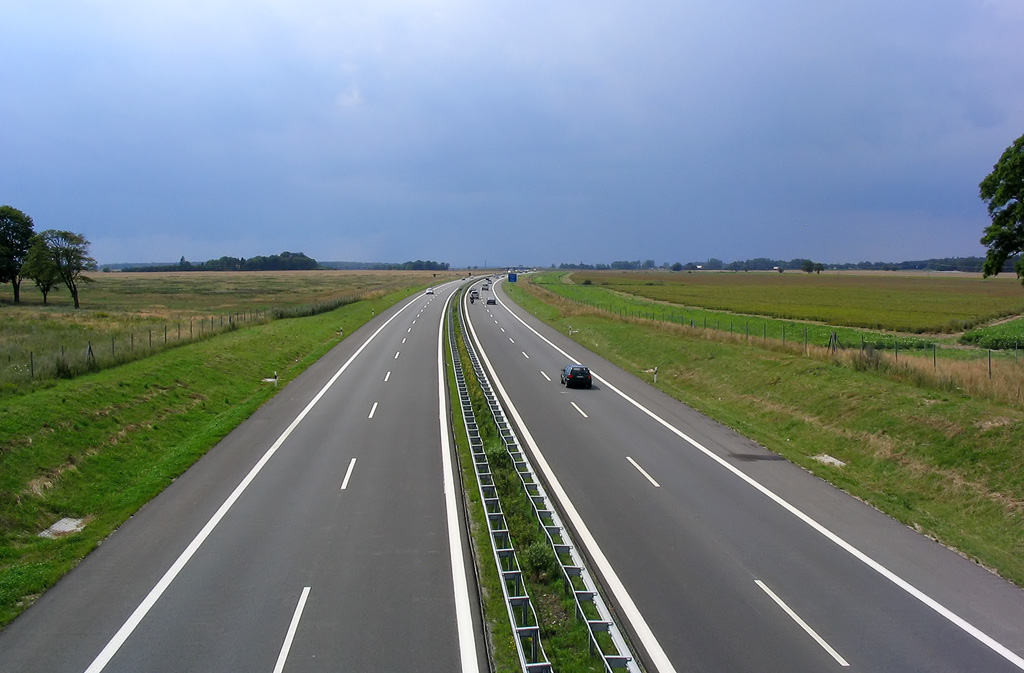
Autovia A 20 per Langsdorf.

La Autobahn és la xarxa d'autopistes sense peatge coordinat a nivell nacional a Alemanya. En alemany, Autobahn és una paraula composta el significat de la qual s'assembla molt a «autovia», encara que se les denomina Bundesautobahn (Bundesautobahnen plural, BAB abreujat), traduïda com a «autopista federal». Les Autobahnen alemanyes no tenen cap límit general de velocitat (no obstant,cal destacar que prop del 50 % de la longitud total està conforme a les limitacions locals o condicionals).

## Història

### Els inicis

Xarxa dAutobahn en el mapa d'Alemanya.

La idea per a la construcció de la primera Autobahn va ser concebuda ja durant els dies de la república de Weimar per Robert Otzen l'any 1929 i el projecte d'aquesta nova via denominada: Autobahn tenia ja una denominació clara: HaFraBa (Autobahnprojekt Hamburg–Frankfurt del Meno–Basilea). Res a veure amb les vies ràpides de competició dissenyades per al testat de bòlids a altes velocitats AVUS, ja dissenyats i en funcionament a Berlín des de l'any 1921, encara que la primera autovia amb trajectes llargs al món va ser posada en circulació uns anys abans de Robert Otzen, l'any 1923 a Itàlia per donar servei entre Milà–Com. L'any 1932 es va poder tancar per primera vegada un tram que unia dues ciutats d'Alemanya Colònia i Bonn; la longitud d'aquest tram comprenia prop dels 20 quilòmetres de llarg (avui dia es denomina a aquest tram com l'A 555).
La construcció de les Autobahnen durant els primers anys era lenta, i la majoria de les seccions projectades no van progressar molt més allà de l'etapa inicial de disseny a causa dels problemes econòmics i d'una manca de l'ajuda política. Un projecte era la iniciativa privada HaFraBa que va planejar "una travessia alemanya exclusiva per a cotxes" (el nom de Autobahn va ser encunyat en 1929) des d'Hamburg, en el nord d'Alemanya, via Frankfurt del Meno, central, fins a Basilea, a Suïssa. Algunes parts dels trajectes del HaFraBa van ser acabades entre el final dels anys 30 i els primers anys 40, sent la construcció interrompuda eventualment per la Segona Guerra Mundial.
L'any 1933 es va iniciar un nou període en reprendre el nacionalsocialisme d'Adolf Hitler aquest ambiciós projecte amb entusiasme. Per a aquesta missió va designar a Fritz Todt com l'inspector general de la construcció de carreteres.
S'ha esmentat sovint que podria haver-hi una altra idea vetllada associada a aquest projecte de construcció de la Autobahn, més enllà d'ajudar a la unitat nacional i d'aconseguir consolidar la regulació centralitzada: la idea de proporcionar la mobilitat suficient per al moviment de forces militars al llarg del territori alemany. Això, no obstant això, passa per alt el detall que els gradients en les Autobahnen fossin dissenyats i construïts abans que la guerra fos completament planejada. És d'esmentar també, que les primeres Autobahnen a acabar fossin passadissos Nord-Sud d'Hamburg a Basilea (Les "A 5" i "A 7" d'avui dia) i les que recorren la ruta de Berlín a Múnic ("A 9") en comptes de les rutes que creuen l'eix Oest-Est, que hagués estat més profitós per als plans bèl·lics d'Hitler. El propòsit principal de les Autobahnen aleshores era permetre que una gran proporció de la població fos capaç de conduir llargues distàncies en els seus propis cotxes, gaudint de vistes al llarg del trajecte. Això explica algunes de les rutes retorçades que fan algunes Autobahnen com la que pansa per Irschenberg en la "A 8" de Múnic a Salzburg), que ofereix unes vistes espectaculars però un trajecte impossible per al tràfic pesat de mercaderies avui dia.
Les autobahnen van constituir la primera xarxa logística d'accés limitat, i més ràpida del món, amb la construcció del primer tram des de la ciutat de Frankfurt del Meno fins a Darmstadt, la inauguració del qual es va produir en 1935. La secció recta d'aquesta Autobahn va ser utilitzada per a les proves de velocitat del Grand Prix, en la qual es competia amb els equips de Mercedes-Benz i de l'Auto Union, fins que va succeir un accident fatal en el qual veié implicat un popular conductor alemany—Bernd Rosemeyer—al començament de 1938. També es va construir un tram d'alta velocitat similar entre Dessau i Trobi.

### Durant la Segona Guerra Mundial

El signe indicador de les 'Autobahn Alemanyes, en color Blau.

Durant la Segona Guerra Mundial es repavimentaren alguns trams de les autopistes per convertir-les en aeroports auxiliars. Els avions s'amagaven en alguns dels nombrosos túnels o es camuflaven als boscos propers. No obstant això, la major part de les vies no tenien un ús militar significatiu. Els vehicles de motor, per exemple, no podrien portar mercaderies tan ràpidament per les Autobahnen o, almenys, no en tan gran quantitat com es podria mitjançant els ferrocarrils, a més, els tancs no podien utilitzar les Autobahnen, ja que el pes de les erugues podria esquinçar la part superior de la calçada. Sobre això cal afegir l'escassetat general de gasolina que Alemanya va sofrir durant gran part de la guerra, i sobre la qual cal destacar el nombre relativament baix de cotxes i vehicles de motor necessaris per a l'ajuda directa de les operacions militars, va fer que l'ús logístic de les Autobahnen perdés adeptes per al transport militar de forma significativa. Conseqüentment, la major part de la càrrega militar i, de forma més econòmica, va continuar sent portada mitjançant ferrocarril.

### Reconstrucció i finalització
Després del període de guerra, nombrosos trams de les Autobahnen estaven en pèsimes condicions: danyats seriosament pels bombardejos aliats i la demolició militar. Existien, a més, milers de quilòmetres inacabats, perquè la construcció es va suspendre l'any 1943 a causa de la major demanda d'esforç bèl·lic. A República Federal Alemanya, després de la guerra, es va procurar reparar al més aviat possible la majoria de les Autobahnen existents. D'aquesta forma, durant els anys 1950, el govern de la R. F. Alemanya va recomençar el programa de construcció i va invertir contínuament en nous trams així com en millores dels trams vells. La finalització dels trams incomplets es va estendre, amb algunes parades, fins a la dècada de 1980. El tall d'alguns trams, a causa del teló d'acer en 1945 va fer que es detinguessin algunes de les obres, que solament es van finalitzar després de la reunificació alemanya l'any 1990. Finalment, alguns trams mai es van completar, degut en part al descobriment de rutes més avantatjoses a mesura que es construïen. Alguns d'aquests trams es perllonguen a través del paisatge de tal forma que es poden veure com un exemple únic de la ruines moderna, sovint fàcilment visible en les fotografies basades en els satèl·lits.

### LesAutobahnende la RDA
Les Autobahnen en la República Democràtica Alemanya (RDA) i les províncies que es trobaven a les provincies cedides a Polònia i la Unió Soviètica en acabar la Segona Guerra Mundial, en la major part quedaren descurades en comparació dels trams de la República Federal d'Alemanya, i Europa occidental en general. Es pot dir que van rebre un manteniment mínim durant els anys de la guerra freda. El límit de velocitat en els Autobahnen de RDA era de 100 quilòmetres per hora, encara que, no obstant això, es van imposar límits més restrictius a causa de les condicions de la calçada. Els límits de velocitat a les autopistes de la RDA es van fer molt rigorosos i es van instaurar instruccions especials per a la vigilància i sanció mitjançant la Volkspolizei. En els anys 70 i 80, el govern de la R.F. Alemanya va pagar milions de marcs alemanys a la RDA per a la construcció i el manteniment de les Autobahnen del tram entre República Federal d'Alemanya i Berlín Occidental.

### Evolució històrica
| Any  | Longitud (km) |
| 1935 | 108,1         |
| 1936 | 1086          |
| 1937 | 2010          |
| 1938 | 3047          |
| 1939 | 3301          |
| 1940 | 3737          |
| 2005 | 12175         |
| 2010 | 12813         |
| 2012 | 12845         |
| 2014 | 12917         |
| ---- | ------------- |

## Nomenclatura i denominació

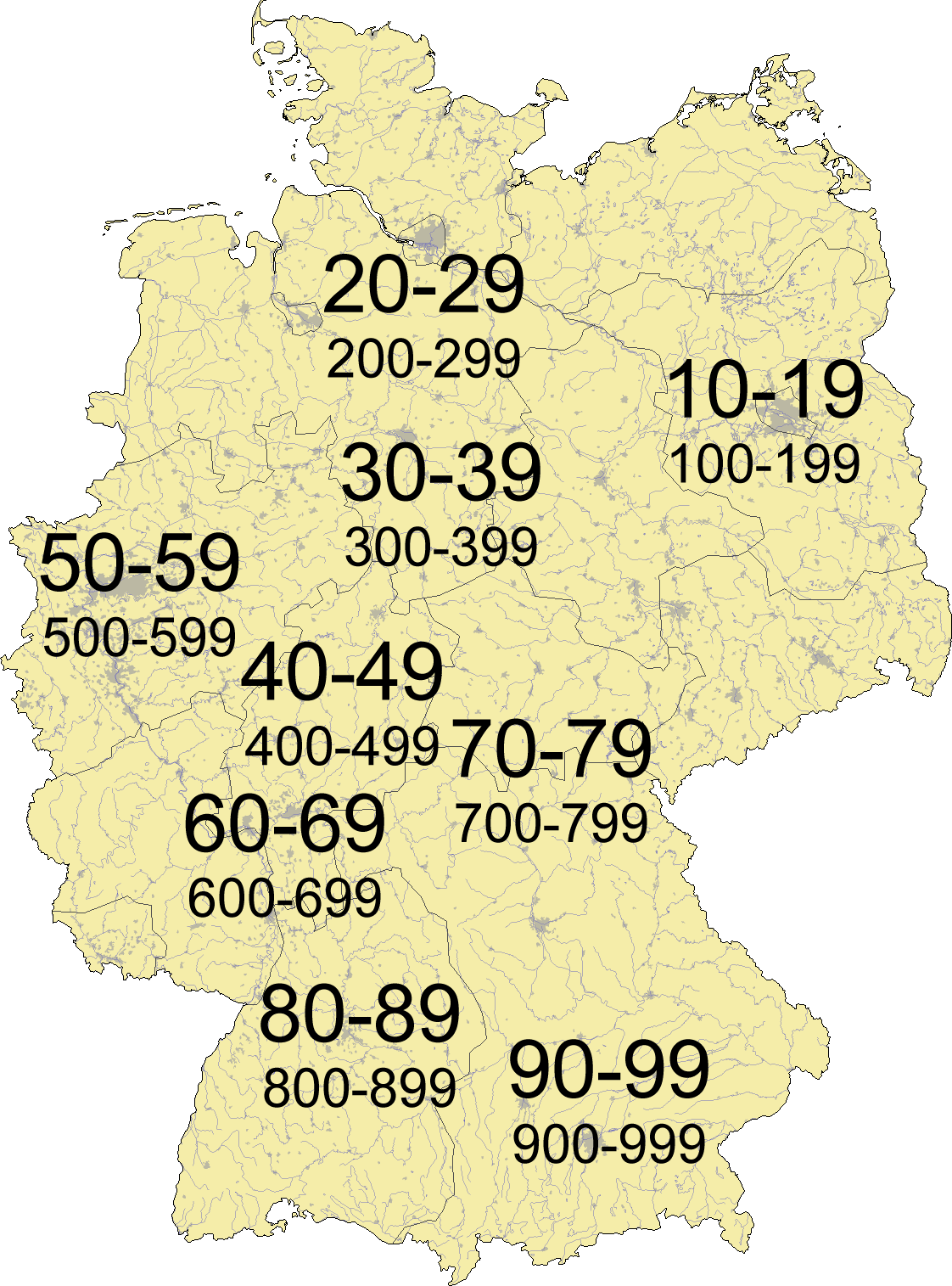
Patró de numeració de les Autobahnen des del 10 fins al 999.

El senyal de tràfic de la Autobahn "A 8".

La numeració de les Autobahnen es va introduir a Alemanya l'any 1974. Totes les Autobahnen es denominen amb la lletra "A" seguida d'un espai en blanc i un nombre (per exemple: la "A 8"). Les Autobahnen a partir d'aquesta regla mostren un sistema de denominació basat en xifres, per exemple, si la Autobahn té una única xifra: com per exemple l'A 1 llavors amb això es vol indicar que té un radi d'acció federal, que travessa per diversos estats.
Si posseeix dues xifres al costat de la lletra: tal que A 24 vol dir que té un radi d'acció regional (en aquest cas connecta Berlín i Hamburg), mentre que si té tres xifres: com A 999 té el seu àmbit a nivell urbà o regional. Existeixen altres regles que indiquen on se situa aproximadament la Autobahn, per exemple l'A 10 fins a la A 19 prop de Berlín; A 20 en el nord fins a la A 99 que cau al sud, A 100 prop de Berlín; A 200 en el nord fins a A 999 que cau al sud. Les denominacions de les Autobahnen tenen altres regles menors, per exemple, generalment les que posseeixen una única xifra i corresponen a nombre parell solen tenir un trajecte est-oest i les que tenen un nombre imparell solen correspondre a les rutes nord-sud.
- A 10 fins a A 19 se situen a l'est d'Alemanya (Berlín, Saxònia-Anhalt, parts de Saxònia i Brandenburg)
- A 20 fins a A 29 en el nord i nord-est d'Alemanya
- A 30 fins a A 39 a Baixa Saxònia (nord-oest d'Alemanya)
- A 40 fins a A 49 a l'àrea del Rin-Ruhr
- A 50 fins a A 59 també a l'àrea del Rin-Ruhr
- A 60 fins a A 69 en Renania-Palatinat, Saarland i Hessen
- A 70 fins a A 79 en Turíngia, nord de Baviera i parts de Saxònia
- A 80 fins a A 89 en Baden-Württemberg
- A 90 fins a A 99 en el sud de Baviera fins al Llac de Constança

## Ús de lesAutobahnen
| Any           | 1950  | 1955  | 1960  | 1965  | 1970  | 1975  | 1980  | 1985  | 1990  | 1995   | 1996   | 1997   | 1998   | 1999   | 2000   | 2001   | 2002   | 2003   | 2004   | 2005   | 2006   | 2007   | 2008   | 2009   | 2010   | 2011   | 2012   | 2013   | 2014   |
| Longitud (km) | 2.128 | 2.187 | 2.551 | 3.204 | 4.110 | 5.742 | 7.292 | 8.198 | 8.822 | 11.143 | 11.190 | 11.246 | 11.309 | 11.427 | 11.515 | 11.712 | 11.786 | 12.037 | 12.044 | 12.174 | 12.363 | 12.531 | 12.594 | 12.718 | 12.813 | 12.819 | 12.845 | 12.879 | 12.917 |

## Indicadors

Limitacions de velocitat a Alemanya. 130 km/h aconsellat en autobahn.

### Velocitat
En la majoria dels països europeus existeixen autovies amb limitacions de velocitat entre els 100 i 130 km/h per als vehicles de transport, i amb limitacions entre els 45 i 80 km/h per als tractors. Només a Alemanya existeixen trams d'autovies en els quals no existeix limitació de velocitat. Això significa que la velocitat màxima estarà fixada per les condicions de la carretera (tràfic, llum, condicions atmosfèriques, etc.) i de l'automòbil (motor, seguretat, etc.).

### Sortida

Signe de tràfic que indica la sortida en les autovies d'Alemanya.

Les sortides de les Autobahn s'indiquen repetides vegades al llarg de les seves rutes, mitjançant cartells blaus en els que es pot llegir "Ausfahrt" i és una de les paraules més freqüents en els senyals de tràfic alemanys.
A Alemanya existeixen molt poques sortides que cap a l'esquerra en el sentit de la marxa (el normal és que sigui cap a la dreta). Una d'elles es troba en l'A 81 per Gärtringen (sortida número 27) situada en Baden-Württemberg i va ser dissenyada inicialment com un nus d'autovies sobre l'aire. Les altres es troben a Berlín: sobre l'A 100 i és la sortida de Siemensdamm (número 5) i sobre l'A 111 sortida a Seidelstraße (número 6).